# Tölegen Sakarijanow
Tölegen Qabykenuly Sakarijanow (kasachisch Төлеген Қабыкенұлы Закариянов, russisch Тулеген Кабыкенович Закарьянов Tulegen Kabykenowitsch Sakarjanow; * 27. September 1961 in Zelinograd, Kasachische SSR) ist ein kasachischer Politiker.

## Leben
Tölegen Sakarijanow wurde 1961 in Zelinograd geboren. Er schloss 1983 ein Studium der Rechtswissenschaften an der Staatlichen Universität Karaganda ab. 2006 kam ein weiterer Hochschulabschluss an der Kasachischen Staatlichen Agrartechnischen Universität hinzu.
Er begann seine berufliche Laufbahn 1983 im Innenministerium der UdSSR. In den folgenden Jahren war er Ermittler des Innenministeriums im heutigen Audan Aqqaiyng in Nordkasachstan und leitender Ermittler für wichtige Angelegenheiten des Innenministeriums des regionalen Exekutivkomitees von Koktschetaw. Von 1989 bis 1991 arbeitete er bei der Staatsanwaltschaft der Stadt Koktschetaw.
Nach der Unabhängigkeit Kasachstans wechselte Sakarijanow zunächst in die Privatwirtschaft, wo er über zehn Jahre lang verschiedene Unternehmen leitete. Erst 2005 kehrte er in die Politik zurück, indem er im August des Jahres Äkim des Audan Timirjasew in Nordkasachstan wurde. Dieses Amt übte er bis März 2007 aus und wechselte dann in die Präsidialverwaltung. Von Oktober 2008 bis November 2010 war er stellvertretender Äkim (Gouverneur) des Gebietes Pawlodar. Anschließend leitete er von 2010 bis 2012 das Unternehmen Moskworezkoje, bevor er 2013 kurzzeitig stellvertretender Vorsitzender des Ausschusses für regionale Entwicklung im kasachischen Ministerium für wirtschaftliche Entwicklung und Handel wurde. Bereits am 6. Mai 2013 wurde er dann zum Bürgermeister der Stadt Petropawl ernannt. Nach rund eineinhalb Jahren trat er am 1. Oktober 2014 von seinem Amt zurück und wurde durch Marat Tasmaghanbetow ersetzt. 2015 war Sakarijanow Leiter der Abteilung für religiöse Angelegenheiten der kasachischen Hauptstadt Astana und von 2016 bis Februar 2018 Leiter der Verwaltung der öffentlichen Versorgung von Astana.
Seit dem 14. Februar 2018 war er Bürgermeister des Stadtbezirks Jessil der kasachischen Hauptstadt Astana. Am 2. Juli 2019 wurde er von diesem Posten entlassen.